# Watch (Travis Scott)
Watch è un singolo del rapper statunitense Travis Scott, pubblicato il 4 maggio 2018 in collaborazione con Lil Uzi Vert e Kanye West.

## Tracce
1. Watch – 3:37